# Maurice's Bar
Pour plus de détails, voir Fiche technique et Distribution.
Maurice's Bar est un film d'animation franco-israélien de Tom Prezman et Tzor Edery, sorti en 2023.

## Synopsis
En 1942 dans un train vers nulle part, une ancienne drag-queen se remémore une nuit de son passé dans l'un des premiers bars queer de Paris. Les échos des ragots des clients racontent ce bar légendaire et son mystérieux propriétaire juif algérien.

## Fiche technique
- Titre original : Maurice's Bar
- Réalisation : Tom Prezman et Tzor Edery
- Scénario : Tom Prezman et Tzor Edery
- Musique : Tzor Edery
- Production : Ron Dyens, Tom Prezman et Tzor Edery
- Sociétés de production : Sacrebleu Productions
- Pays de production :  France
- Durée : 15 minutes
- Dates de sortie :
  - France : 2023

## Production
Le court-métrage est basée sur l'histoire vraie de Moïse "Maurice" Zekri, un juif algérien qui a ouvert en 1906 un des premiers bars gay à Paris, le Maurice's Bar. Il a été assassiné à Auschwitz en 1942. Une biographie de lui existe dans (en) Leslie Choquette et Noam Sienna, « “In Search of Special Sensations”: Moïse (Maurice) Zekri's Disorderly Life between Algeria and France (1879–1942) », French Colonial History, vol. 21-22,‎ 31 décembre 2023, p. 73–104 (ISSN 1539-3402, DOI 10.14321/frencolohist.21.22.2023.0073, lire en ligne, consulté le 20 juillet 2024).
La voix narratrice est celle de Soa de Muse.

## Distinctions
- 2023 : Prix Festivals Connexion au Festival du Film d’Animation d’Annecy[4]